# Emil Olsson (politiker)
Emil Olsson, född 18 december 1883 i Öljehults församling, Blekinge, död 21 maj 1952, var en svensk politiker (socialdemokrat).
Olsson avlade underofficersexamen vid Blekinge bataljon 1902. Han var från 1904 verksam vid Klagshamns kalkbrott och senare kontorist vid cementfabriken där. Efter en tid vid Armaturfabriken i Lund var han från 1912 kontorschef vid Kooperativa Bageriföreningen Solidar i Malmö. På hans initiativ sammanslogs de kooperativa föreningarna i sistnämnda stad 1926 till Kooperativa föreningen Solidar. Han var även 1930 initiativtagare till ett samägande mellan producenter och konsumenter i fråga om AB Malmö Mjölkcentral och blev dess styrelseordförande samma år. Han var ledamot av Kooperativa Förbundets förvaltningsråd från 1918 och från detta år ordförande vid nämnda förbunds kongresser.
Olsson invaldes 1919 i Malmö stadsfullmäktige och var dess ordförande 1927-49. Han var bland annat starkt engagerad i tillkomsten av Malmö stadsteater, invigd 1944. Han tillhörde Svenska stadsförbundets ledning från 1927 och var från 1931 styrelseordförande i Sydsvenska Kraft AB.
År 1981 uppkallades Emil Olssons gata vid Bulltofta i Malmö efter honom. Detta gatunamn utgick dock redan 1988.